# Alluvione di Benevento del 2 ottobre 1949
L'alluvione di Benevento del 2 ottobre 1949 fu un evento tragico che colpì la città di Benevento e il suo territorio, causando danni ingenti e la perdita di 20 vite umane.
Un'alluvione simile avvenne anche nel 2015.

## Storia
La notte del 1º ottobre 1949, una forte perturbazione temporalesca si abbatté sulla Campania, provocando piogge torrenziali e intense. Il fiume Calore Irpino, che attraversa la città di Benevento, ingrossò rapidamente e ruppe gli argini in diversi punti, travolgendo diversi quartieri cittadini.
Le prime ore del 2 ottobre furono drammatiche: l'acqua invase le strade, le case e i negozi, raggiungendo in alcuni punti il secondo piano degli edifici. Il Ponte Vanvitelli, uno dei simboli della città, fu completamente distrutto dalla furia del fiume.
I soccorsi scattarono immediatamente, ma la situazione era molto difficile: le strade erano impraticabili e molti cittadini erano rimasti isolati sui tetti delle case. L'esercito e la Croce Rossa Italiana intervennero per evacuare le persone e prestare soccorso ai feriti.
L'alluvione causò danni ingenti a Benevento: circa 3 000 edifici furono danneggiati o distrutti, oltre 10.000 persone furono evacuate e si registrarono 20 vittime. I danni ammontavano a circa 3 miliardi di lire. Il quartiere Ferrovia fu il più colpito, con interi isolati completamente sommersi dall'acqua.
La ricostruzione della città fu lunga. Il governo italiano stanziò fondi per la riparazione dei danni e la costruzione di nuove case. Il Ponte Vanvitelli fu ricostruito e inaugurato nel 1951.